# آدم إدواردز
آدم إدواردز (بالإنجليزية: Adam Edwards)‏ هو سائق سباق أمريكي، ولد في 26 مارس 1980 في فولز تشيرش في الولايات المتحدة.